# Pervomartovtsy

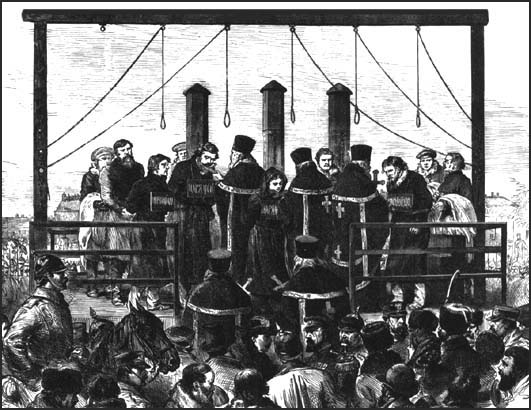
De vijf samenzweerders voor hun executie

Pervomartovtsy (Russisch: Первома́ртовцы) waren de Russische revolutionairen, leden van Narodnaja Volja, planners en uitvoerders van de moord op tsaar  Alexander II van Rusland (1 maart, 1881) en de moordpoging op Alexander III van Rusland (1 maart, 1887).
De moord in 1881 werd gepland door het uitvoerend comité van Narodnaja Volja. 

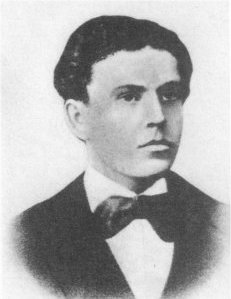
Ignat Grinevitski
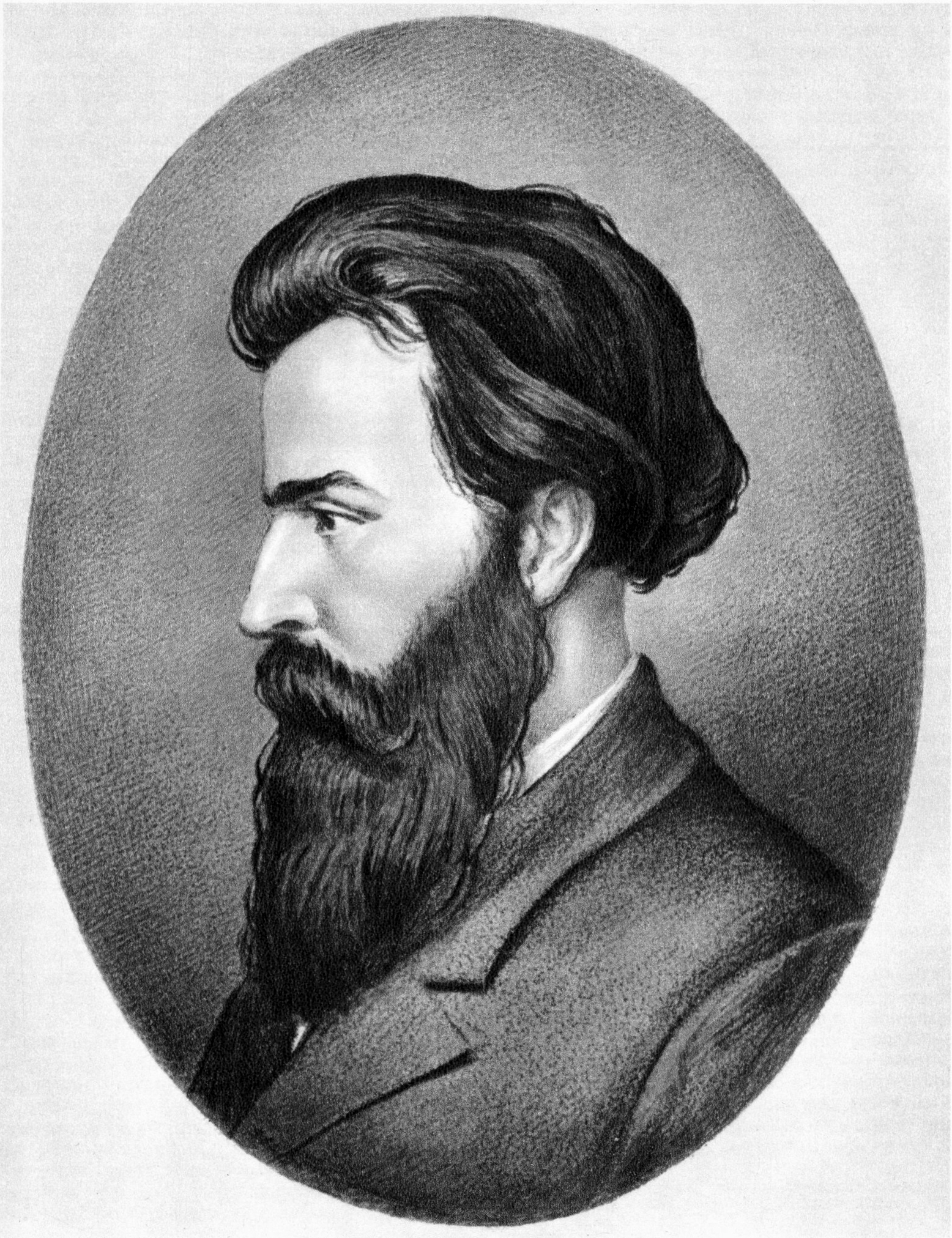
Andrej Zjeljabov
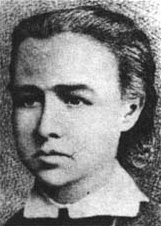
Sofia Perovska
Nikolaj Risakov
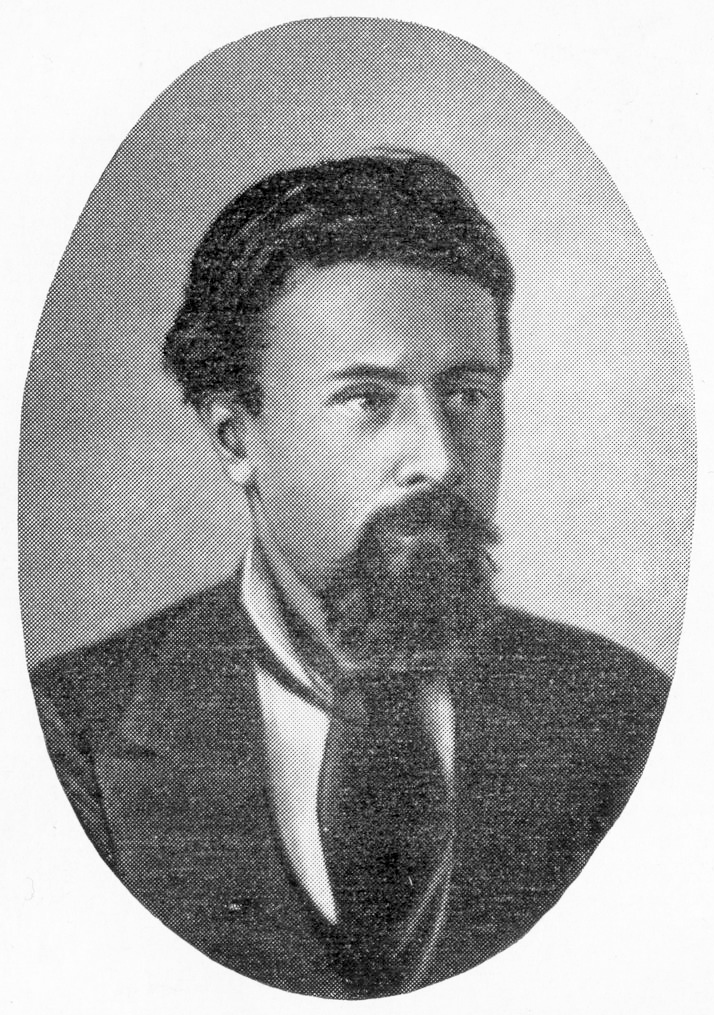
Nikolaj Kibaltsjitsj
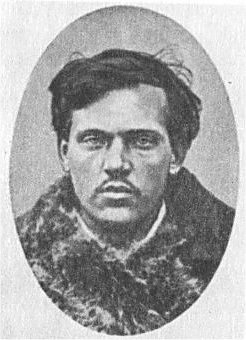
Timofej Michailov
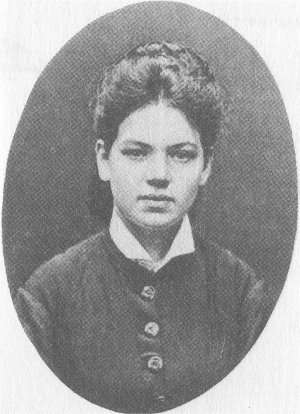
Gesja Gelfman
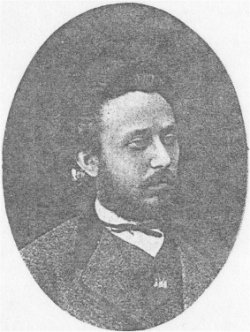
Nikolaj Sablin